# 前川槙造
前川 槙造（槇造、まえかわ まきぞう、1860年3月7日（万延元年2月15日）- 1902年（明治35年）7月12日）は、明治期の実業家、政治家。衆議院議員。

## 経歴
但馬国朝来郡、のちの兵庫県朝来郡竹田村（竹田町、和田山町を経て現朝来市）で生まれた。郷里の習田雪峰に師事し漢学を修めた。1876年（明治9年）上京して官立外国語学校（のち東京外国語学校）に入学し仏語科で学んだが中退。1884年（明治17年）東京専門学校（現早稲田大学）に入り政治学、経済学を学んで1887年（明治20年）に卒業し帰郷した。
1888年（明治21年）2月、大阪府会議員に選出され、同常置委員、同副議長に在任。その他、南区徴兵参事員、府立大阪博物場協議員、地方衛生会員、市立大阪商業学校商議員、大阪市水道敷設委員、第4回内国勧業博覧会事業取調委員、大阪築港取調相談役なども務めた。
実業界では、日本舎密製造取締役、朝日商社社長、阪神電気鉄道専務取締役、中央セメント監査役、大阪商業会議所副会頭などを務めた。
1894年（明治27年）3月の第3回衆議院議員総選挙（大阪府第3区、無所属）で初当選し、その後、第6回総選挙まで再選され、衆議院議員に連続4期在任した。議員在任中の1902年7月に死去した。

## 国政選挙歴
- 第3回衆議院議員総選挙（大阪府第3区、1894年3月、無所属）当選[1][5]
- 第4回衆議院議員総選挙（大阪府第3区、1894年9月、大手倶楽部）当選[1][6]
- 第5回衆議院議員総選挙（大阪府第3区、1898年3月、無所属）当選[1][6]
- 第6回衆議院議員総選挙（大阪府第3区、1898年8月、無所属）当選[1][6]